# Sultan-Agha Khanum
Sultan-Agha Khanum, död 1596, var gemål till shah Tamasp I (regerade 1524–1576).
Hon var dotter till den kumykiske adelsmannen Choban b. Budai (d. 1574), Shamkhal av Tarki, och syster till Shamkhal Sultan. Hennes bror var i tjänst hos safaviderna. Hon har ibland påståtts vara cirkassier (tjerkasser), men det är ett missförstånd grundat på den dåtida iranska vanan att kategorisera alla som bodde väster om Dagestan som cirkasser. 
Hon gifte sig 1547 med Tamasp I. Paret fick två barn.
Hon beskrivs som bildad, men ska inte ha utövat något inflytande över sin make: det var i stället hennes svägerska Mahinbanu Sultan som var hennes makes rådgivare. 
Statens arkiv över Irans antika handlingar innehåller sultan Aga Khanums korrespondens med hustrun till den turkiske sultanen Suleiman I den magnifike, Hurrem Haseki Sultan, som i Europas historia blev känd som Roxolana.
Efter det framgångsrika slaget vid Akhlat för safaviderna under det ottomansk-persiska kriget (1514-1555) skrev Sultan Suleiman I:s hustru ett brev till Sultan Agha Khanum, där hon frågade Shah Tahmasp I:s hustru:
"Säg till din man att våra män ska sätta stopp för dessa krig. Må det bli fred mellan oss!" 
Sultan Aga Khanum svarade på förslaget enligt följande:
"Våra män bryr sig inte om sina hustrurs ord. Det vore bra om ni tilltalade vår herres syster."